# Saint-André-de-Corcy
Saint-André-de-Corcy és un municipi francès situat al departament de l'Ain i a la regió d'Alvèrnia-Roine-Alps. L'any 2007 tenia 2.992 habitants.

## Demografia

### Població
El 2007 la població de fet de Saint-André-de-Corcy era de 2.992 persones. Hi havia 1.084 famílies de les quals 212 eren unipersonals (72 homes vivint sols i 140 dones vivint soles), 316 parelles sense fills, 468 parelles amb fills i 88 famílies monoparentals amb fills.
La població ha evolucionat segons el següent gràfic:
Habitants censats

### Habitatges
El 2007 hi havia 1.143 habitatges, 1.091 eren l'habitatge principal de la família, 22 eren segones residències i 30 estaven desocupats. 881 eren cases i 262 eren apartaments. Dels 1.091 habitatges principals, 732 estaven ocupats pels seus propietaris, 338 estaven llogats i ocupats pels llogaters i 21 estaven cedits a títol gratuït; 12 tenien una cambra, 79 en tenien dues, 146 en tenien tres, 325 en tenien quatre i 529 en tenien cinc o més. 814 habitatges disposaven pel capbaix d'una plaça de pàrquing. A 454 habitatges hi havia un automòbil i a 574 n'hi havia dos o més.

### Piràmide de població
La piràmide de població per edats i sexe el 2009 era:
| Homes | Edats   | Dones |
| ----- | ------- | ----- |
| 0     | 95 o +  | 0     |
| 4     | 90 a 94 | 20    |
| 8     | 85 a 89 | 16    |
| 12    | 80 a 84 | 28    |
| 24    | 75 a 79 | 32    |
| 28    | 70 a 74 | 32    |
| 36    | 65 a 69 | 32    |
| 52    | 60 a 64 | 40    |
| 96    | 55 a 59 | 64    |
| 108   | 50 a 54 | 120   |
| 144   | 45 a 49 | 156   |
| 116   | 40 a 44 | 108   |
| 124   | 35 a 39 | 140   |
| 128   | 30 a 34 | 88    |
| 84    | 25 a 29 | 116   |
| 76    | 20 a 24 | 100   |
| 144   | 15 a 19 | 145   |
| 132   | 10 a 14 | 92    |
| 92    | 5 a 9   | 148   |
| 92    | 0 a 4   | 88    |

## Economia
El 2007 la població en edat de treballar era de 2.017 persones, 1.487 eren actives i 530 eren inactives. De les 1.487 persones actives 1.418 estaven ocupades (729 homes i 689 dones) i 69 estaven aturades (28 homes i 41 dones). De les 530 persones inactives 195 estaven jubilades, 204 estaven estudiant i 131 estaven classificades com a «altres inactius».

### Ingressos
El 2009 a Saint-André-de-Corcy hi havia 1.078 unitats fiscals que integraven 2.897,5 persones, la mediana anual d'ingressos fiscals per persona era de 21.337 €.

### Activitats econòmiques
Dels 200 establiments que hi havia el 2007, 5 eren d'empreses alimentàries, 1 d'una empresa de fabricació de material elèctric, 19 d'empreses de fabricació d'altres productes industrials, 31 d'empreses de construcció, 42 d'empreses de comerç i reparació d'automòbils, 6 d'empreses de transport, 5 d'empreses d'hostatgeria i restauració, 2 d'empreses d'informació i comunicació, 14 d'empreses financeres, 14 d'empreses immobiliàries, 19 d'empreses de serveis, 34 d'entitats de l'administració pública i 8 d'empreses classificades com a «altres activitats de serveis».
Dels 59 establiments de servei als particulars que hi havia el 2009, 1 era una gendarmeria, 1 oficina de correu, 3 oficines bancàries, 1 funerària, 7 tallers de reparació d'automòbils i de material agrícola, 1 taller d'inspecció tècnica de vehicles, 1 autoescola, 5 paletes, 6 guixaires pintors, 7 fusteries, 2 lampisteries, 6 electricistes, 3 perruqueries, 1 veterinari, 5 restaurants, 7 agències immobiliàries, 1 tintoreria i 1 saló de bellesa.
Dels 12 establiments comercials que hi havia el 2009, 1 era un hipermercat, 4 fleques, 2 carnisseries, 1 una sabateria, 1 una botiga d'electrodomèstics, 2 botigues de material esportiu i 1 una joieria.
L'any 2000 a Saint-André-de-Corcy hi havia 22 explotacions agrícoles que ocupaven un total de 900 hectàrees.

## Equipaments sanitaris i escolars
L'únic equipament sanitari que hi havia el 2009 era una farmàcia.
El 2009 hi havia 1 escola maternal i 1 escola elemental. Saint-André-de-Corcy disposava d'un col·legi d'educació secundària amb 625 alumnes.

## Poblacions més properes
El següent diagrama mostra les poblacions més properes.